# 巴哈莫力岩刻
巴哈莫力岩刻，位于中国青海省都兰县普加乡，为第四批青海省文物保护单位，公布日期为1986年5月27日，类型为石窟寺及石刻。
巴哈莫力岩刻的历史年代为待定。